# Beba Veche
Beba Veche (em húngaro: Óbéba, alemão Altbeba) é uma comuna romena localizada no distrito de Timiș, na região histórica do Banato (parte da Transilvânia). A comuna possui uma área de 94.05 km² e sua população era de 1606 habitantes segundo o censo de 2007.